# Mohamed Choukri
Mohamed Choukri (Berber: Muḥemmed Cikri, Arabisch: محمد شكري) (Ayt Chiker, 15 juli 1935 – Rabat, 15 november 2003) was een Marokkaans auteur en romanschrijver die het meest bekendstaat om zijn autobiografie Hongerjaren (For bread alone, al-Khubz al-Hafi, الخبز الحافي) waarvan een miljoen exemplaren over de toonbank zijn gegaan, en welke door de Amerikaanse toneelschrijver Tennessee Williams beschreven werd als 'A true document of human desperation, shattering in its impact'.
Choukri werd geboren in 1935 te Ayt Chiker, een kleine stad in het Rifgebergte, in de provincie Nador. Hij groeide op in een zeer armoedig gezin. Hij vluchtte op jonge leeftijd weg van zijn tirannieke vader en werd een dakloos kind in de arme wijken van Tanger, omgeven door ellende, prostitutie, geweld en drugsmisbruik. Op de leeftijd van 20 jaar besloot hij om te leren lezen en schrijven. Hij werd later onderwijzer. Zijn familienaam Choukri is verbonden met de plaats Ayt Chiker, de naam van een Berberstam waartoe hij behoorde voordat hij naar Tanger vluchtte. Het is zeer aannemelijk dat Choukri deze naam pas later koos, want de Riffijnen lieten hun familienaam zelden registreren.
In de jaren 60, in het kosmopolitische Tanger, ontmoette hij Paul Bowles, Jean Genet en Tennessee Williams. Zijn eerste werk werd gepubliceerd in 1966, een roman getiteld Al-Unf ala al-shati (Violence on the Beach). Het eerste internationale succes kwam met de Engelse vertaling van het boek Al-khoubz Al-Hafi (For Bread Alone, Telegram Books) door Paul Bowles in 1973. Het boek werd in het Frans vertaald door Tahar Ben Jelloun, gepubliceerd in het Arabisch. In Marokko was het gecensureerd van 1983 tot 2000. Het boek werd later vertaald in 30 andere talen.
Het belangrijkst werk is de autobiografische trilogie, die begint met For Bread Alone, gevolgd door Zaman Al-Akhtaâ aw Al-Shouttar (Time of Mistakes or Streetwise, Telegram Books) en ten slotte Faces. Hij heeft ook een collectie kleine verhalen geschreven in de jaren 60/70 (Majnoun Al-Ward, Madman of the roses, 1980; Al-Khaima, The Tent, 1985). Hij is tevens bekend vanwege zijn ontmoetingen met de schrijvers Paul Bowles, Jean Genet en Tennessee Williams (Jean Genet and Tennessee Williams in Tanger, 1992, Jean Genet in Tanger, 1993, suite and end, 1996, Paul Bowles: Le Reclus de Tanger, 1997).
Mohamed Choukri stierf op 15 november 2003 aan kanker in het militaire hospitaal te Rabat en werd begraven op de Marshan begraafplaats te Tanger. Zijn uitvaart werd bijgewoond door de minister van Cultuur, diverse overheidsfunctionarissen en een woordvoerder van de koning van Marokko. Voordat Choukri stierf, richtte hij een stichting op, die de auteursrechten van zijn werken, manuscripten en persoonlijke verhalen bezit. Choukri is een inspiratie geweest voor velen. Hij bewees dat, mits ambitieus genoeg, iedereen zich uit zijn situatie kan ontworstelen en succes kan hebben.

## Jeugd
Mohamed Choukri werd geboren in het Rifgebergte, in een zeer armoedig gezin met veel kinderen en een vader met losse handen. Vanwege de armoede verhuisde het gezin naar Tétouan en vervolgens naar Tanger. Als kind overleefde Choukri door een verscheidenheid van banen, die hij kreeg toebedeeld door een Franse familie in het Algerijnse Rif, en het begeleiden van zeilers, die aankwamen in Tanger. Zijn jeugd werd getekend door prostitutie, geweld en bovenal een gewelddadige vader. Choukri beschuldigde zijn vader van de moord op zijn jongere broer Kader en zijn moeder. Na een familiegeschil vertrok hij op de leeftijd van 11 jaar naar de straten van Tanger om daar zijn leven te leiden. Op de leeftijd van 20 jaar ontmoette hij iemand die zijn leven veranderde.

## Leren schrijven en lezen
Hij ontmoette een persoon die hem leerde schrijven en lezen in het klassieke Arabisch, een taal die hem vreemd was, en totaal niet te vergelijken met het Marokkaans-Arabisch, beter bekend als Darija, en het Berbers. Dit waren de twee talen die hij sprak. Hij besloot om in 1956 Tanger te verlaten (het jaar dat Marokko onafhankelijk werd van Frankrijk) en vertrok naar Larache. Op 21-jarige leeftijd meldde hij zich bij een basisschool en werd daar onderwijzer. Toen hij in de jaren zestig terugkeerde naar Tanger, waar hij bars en bordelen ging bezoeken, begon Choukri met het vastleggen van zijn verhaal in het Arabisch. Hij deed dit tot in detail. De expliciteit van zijn seksueel getinte ervaringen werd op grote schaal veroordeeld door religieuze en conservatieve figuren in Marokko en het buitenland.
Choukri kreeg literaire roem door zijn gewaagde werken en zijn associatie met de Amerikaanse schrijver en componist Paul Bowles, die al decennia in Tanger woonde. Bowles en Choukri werkten samen aan de vertaling van het boek For Bread Alone dat in 1973 werd gepubliceerd. Bowles zorgde ervoor dat het boek in Engeland werd gepubliceerd door Peter Owen.

## Censuur van het boekFor Bread Alone
Het boek For Bread Alone werd een internationaal succes toen het in het Engels werd gepubliceerd, maar het veroorzaakte ook een golf van woede in de Arabische wereld. Toen het boek in het Arabisch werd gepubliceerd, werd de verkoop ervan verboden op last van de minister van Binnenlandse Zaken, Driss Chaibri, die gehoor gaf aan het advies van de religieuze autoriteiten. Er kwamen geluiden op om het boek te verbieden wegens de referenties naar seksuele ervaringen van tieners en drugsmisbruik. De censuur op het werk werd in 2000 opgeheven, en het boek werd uiteindelijk toch gepubliceerd in Marokko. In 2005 werd For Bread Alone verwijderd van de syllabus van de cursus moderne Arabische literatuur van de Amerikaanse Universiteit in Caïro. De seksueel getinte passages die het boek bevatte vormden de achterliggende reden. Hieraan lagen echter meer complexe factoren ten grondslag, hetgeen later zou blijken uit een rapport dat verslag deed van problemen die zich voordeden in verschillende omgevingen van de campus, met betrekking tot intimidatie door islamitische militanten, waartegen de overheid geen actie ondernam.

## Latere leven
Mohamed Choukri had met volle overtuiging gezorgd voor wat voor hem het belangrijkste was: een stichting oprichten die de auteursrechten van zijn werken zou bezitten. In zijn testament liet hij ook opnemen dat na zijn dood het bezit van zijn landgoed over zou gaan naar de stichting. Volgens zijn literatuuragent, Roberto de Hollanda, is dit document verdwenen.
Het veiligstellen van de auteursrechten was het meest belangrijke voor Choukri. Hij had de keus om deze rechten veilig te laten stellen bij een Europese of Amerikaanse universiteit of bij een Marokkaanse instituut onder te brengen. 
Mohamed Choukri koos voor de Marokkaanse optie. Hij was bang dat, als hij de auteursrechten uit handen gaf aan een buitenlands instituut, de Marokkaanse overheid zou stoppen met de financiering van de zeer kostbare strijd tegen kanker. Aan de andere kant zou het ook te denken hebben gegeven als hij de auteursrechten uit handen had gegeven aan een buitenlands instituut, wat Marokko jarenlang gekoloniseerd en onderdrukt had. 

## De dood van Mohamed Choukri
De dag voor zijn sterven ontving Choukri nog vrienden aan zijn sterfbed. Hij maakte grappen en was heel optimistisch. Hij geloofde dat hij had bereikt wat het belangrijkste was in zijn leven: dat zijn werken postuum zouden worden uitgegeven en de auteursrechten veiliggesteld in een stichting. Zijn laatste wil liet hij in een testament vastleggen: de stichting met haar rechten zou worden beheerd door vier belangrijke figuren, te weten Mohammed Ashari, minister van Cultuur, Hassan Aourid, woordvoerder van de koning, Hassan Neshmi en Mohamed Berada, beiden ex-presidenten van de Writers Guild, een organisatie die schrijvers vertegenwoordigt. In het bijzijn van deze mannen zette hij zijn handtekening onder het testament. Na zijn dood, verdween dit testament, aldus Roberto Hollanda, die jarenlang de literatuuragent van Mohamed Choukri was geweest. 
"... Volgens Hollanda heeft hij geprobeerd hierover contact op te nemen met Mohammed Ashari en Hassan Neshmi, maar heeft hij nooit een antwoord terug gehad. Roberto de Hollanda, die niet alleen de literatuuragent was van Choukri, maar hem met de jaren steeds meer als een vriend begon te zien, zei na deze gebeurtenissen: vandaag de dag kunnen we met zekerheid vaststellen dat als de rechten overgedragen waren naar het buitenland, er beter mee zou zijn omgesprongen. Hij vroeg zich af waarom de vier hoogwaardigheidsbekleders hem het testament lieten ondertekenen, terwijl ze hadden moeten weten dat het testament geen rechtskracht had en daarmee geen geldigheid. Ik noem dat een grove schending van de laatste wil van deze man aldus Hollanda, die overduidelijk emotioneel was door dit hele gebeuren."
Zijn emotie is niet moeilijk te begrijpen. De vier hoogwaardigheidsbekleders hebben na de dood van Mohamed Choukri hun hoofd in het zand gestoken en niets meer van zich laten horen, laat staan geprobeerd om tot een oplossing te komen met de erfgenamen van Choukri, die recht hadden op de auteursrechten. Er was en is bovendien veel geld mee gemoeid.

## Film
De film Ali Zaoua van de Marokkaanse regisseur Nabil Ayouch vertelt het verhaal van een dakloos kind, wat is geïnspireerd door het verhaal van For Bread Alone, hoewel de film zich afspeelt in een minder schokkende omgeving dan het originele verhaal.

## Citaten
- Toen ik aankwam, waren er twee Tangers: het koloniale en internationale Tanger, en het Arabische Tanger dat getekend werd door ellende en onwetendheid. Als ik moest eten, had ik de keus tussen het afval van deze twee Tangers. Mijn voorkeur ging uit naar het afval van het Europese gedeelte van de stad, omdat het rijker was aan voedingswaarde.
- Ik kan niet schrijven over de melk van vogels, de zachte wurggreep van de engelen, de cascade van leeuwen en de grote borsten van vrouwen. Ik kan niet met een kristallen penseel schrijven. Voor mij is schrijven een protest, geen parade.
- Ik zag dat schrijven een manier was om je te uiten, een protest tegen degenen die mij mijn jeugd hadden ontnomen, mijn tienerjaren en een stuk van mijn jeugdigheid. Op dat moment wijdde ik mij ten volste aan het schrijven.
- Er zijn in de Marokkaanse samenleving meer conservatieve geluiden. Deze mensen beschrijven mijn werk als verdorven. Ik wijd mijn boeken niet aan het regime. Ik praat niet over politiek of religie. Wat de conservatieven dermate ergert, is dat ik mijn vader bekritiseer. Een vader is heilig in de Arabisch-Islamitische samenleving.

## Werken

### Engelse vertalingen
- For Bread Alone, 1973.
- The Tent, Short stories, 1985.
- Time of Errors, also called "Streetwise" 1992.
- Jean Genet and Tennessee Williams in Tanger, 1992.
- Jean Genet in Tanger, 1993.
- Madman of the roses, Short stories 1993.
- Jean Genet, suite and end, 1996.
- Zoco Chico, 1996.
- Faces, 1996.
- Paul Bowles, le Reclus de Tanger, 1997.

### Nederlandse vertalingen
- Gezichten. Vertaald door Djûke Poppinga. Uitgeverij Jurgen Maas, Amsterdam, 2015
- Hongerjaren. Uit het Arabisch vertaald door Lourina de Voogd. Uitgeverij Jurgen Maas, Amsterdam, 2016